# 大佩利斯岛
大佩利斯岛（俄語：Остров Большой Пелис）或鄂尔博绰岛（满语：Orabonjo tun）是里姆斯基科尔萨科夫群岛其中一岛，属滨海边疆区哈桑区，长5公里，宽1.1公里，面积3.6平方公里，最高点海拔193米，海岸线长12.7公里。